# Lijst van beelden in Oegstgeest
Dit is een (onvolledige) chronologische lijst van beelden in Oegstgeest. Onder een beeld wordt hier verstaan elk driedimensionaal kunstwerk in de openbare ruimte van de Nederlandse gemeente Oegstgeest, waarbij beeld wordt gebruikt als verzamelbegrip voor sculpturen, standbeelden, installaties, gedenktekens en overige beeldhouwwerken.
Niet opgenomen in deze lijst zijn de beelden van het Beeldentuin Endegeest.
Voor een volledig overzicht van de beschikbare afbeeldingen zie de categorie Beelden in Oegstgeest op Wikimedia Commons.
| Geplaatst                                    | Omschrijving                                                       | Kunstenaar                    | Straat                         | Plaats     | Materiaal                                 | Afbeelding |
| -------------------------------------------- | ------------------------------------------------------------------ | ----------------------------- | ------------------------------ | ---------- | ----------------------------------------- | ---------- |
| 1723                                         | Obelisk                                                            | Jan Pieter van Baurscheidt    | Endegeesterstraatweg bij 5     | Oegstgeest | natuursteen                               |            |
| 1820                                         | Gedenksteen Wijttenbach (opschrift: DANIEL WYTENBACH CIVIS BERNAS) |                               | Wijttenbachweg / Lijtweg       | Oegstgeest | natuursteen                               |            |
| 1929 (een jaar voor zijn aftreden geplaatst) | Gedenkbank met medaillon burgemeester Griethuysen                  | Willem van der Winkel         | Van Griethuysenplein           | Oegstgeest | baksteen en natuursteen                   |            |
| 1966                                         | Schoolgaand meisje                                                 | Pieter d' Hont                | Marelaan, plantsoen            | Oegstgeest | Brons                                     |            |
| 1968                                         | Beeld-/speelplastiek                                               | Carel Visser                  | Apolloplein                    | Oegstgeest | Beton                                     |            |
| 1970                                         | De forens                                                          | Theo van der Nahmer           | Aert van Neslaan/Lijtweg       | Oegstgeest | Brons                                     |            |
| 1973                                         | De landman                                                         | Hans Bayens                   | Rijnzichtweg/Buitenlust        | Oegstgeest | Brons                                     |            |
| 1976                                         | Vechtende honden                                                   | Marijke Ravenswaaij-Deege     | Kempenaerlaan / Terweeweg      | Oegstgeest | Brons                                     |            |
| 1983                                         | Beeldengroep/ Vrouwen                                              | Joop van Kralingen            | Wilhelminapark, plein          | Oegstgeest | Brons                                     |            |
| 1985                                         | Verzetsmonument                                                    | Herbert Nouwens               | Bos van Wijckerslooth          | Oegstgeest | Staal, graniet en baksteen                |            |
| 1986                                         | Doorgaande beweging                                                | Frans de Wit                  | Einsteinweg                    | Leiden     |                                           |            |
| 1990                                         | Willibrord en schip                                                | Monica van Panthaleon van Eck | Haarlemmerstraatweg / Groene k | Oegstgeest | Brons                                     |            |
| 1990                                         | Muzieklint                                                         | Anton Broos                   | Hendrik Andriessenlaan plantso | Oegstgeest | Staal                                     |            |
| 1991                                         | Waterwerk                                                          | Piet Slegers                  | Haaswijklaan vijver            | Oegstgeest | Staal en betontegels                      |            |
| 1993                                         | Tensu arca aria                                                    | Margreet Brouwer              | Irislaan                       | Oegstgeest | Graniet en muurankers van roestvast staal |            |
| 1993                                         | Uil                                                                | Theresia van der Pant         | Groenhoevelaan                 | Oegstgeest | Brons                                     |            |
| 1995                                         | Anima fluit per vias naturae (I)                                   | Gerard Hali                   | Mien Ruyspark                  | Oegstgeest | Staal en kunstlicht                       |            |
| 1995                                         | Anima fluit per vias naturae (II)                                  | Gerard Hali                   | Haarlemmertrekvaart            | Oegstgeest | Staal en kunstlicht                       |            |
| 1997                                         | Vrouwen in verzet                                                  | Jan Wolkers                   | Rhijngeesterstraatweg, gemeent | Oegstgeest | Glas                                      |            |
| 1998                                         | Reiger                                                             | Leontine Sies                 | Poelgeesterweg, vijver         | Oegstgeest |                                           |            |
| 2003                                         | Spelenderwijs                                                      | Hieke Meppelink               | Lange Voort, school            | Oegstgeest | Brons                                     |            |
| 2004                                         | Conference                                                         | Royal Katiyo                  | Poelgeesterweg, kasteel        | Oegstgeest |                                           |            |
| 2005                                         | zonder titel                                                       | Henk van Bennekum             | Rozenlaan                      | Oegstgeest | Staal                                     |            |
| 2006                                         | De verhalenverteller                                               | Maree Blok & Bas Lugthart     | Irislaan / Lange Voort         | Oegstgeest | Staalplaat met een zinklaag               |            |
|                                              | Uitvliegende Vogels                                                | onbekend                      | Rhijngeesterweg                | Oegstgeest |                                           |            |